# Quatrième district congressionnel du Connecticut
Le 4e district congressionnel du Connecticut est un district de l'État américain du Connecticut. Situé dans la partie sud-ouest de l'État, le district est en grande partie suburbain et s'étend de Bridgeport, la plus grande ville de l'État, à Greenwich - une zone largement coextensive avec le côté Connecticut de la Zone Métropolitaine de New York. Le district s'étend également à l'intérieur des terres, vers Danbury et vers la vallée inférieure de Naugatuck.
Le district est actuellement représenté par le Démocrate Jim Himes. Avec un CPVI de D + 12, c'est l'un des districts les plus démocrates du Connecticut, un État avec une délégation du Congrès entièrement démocrate. Historiquement, le 4e était un district classique « républicain yankee ». Cependant, il n’a soutenu aucun Républicain à la présidence depuis 1988 et est devenu de plus en plus démocrate au niveau national depuis les années 1990. Cela a culminé en 2020, lorsque Joe Biden l’a remporté avec 64 % des voix, sa meilleure performance dans l’État.
Cependant, même si le district devenait de plus en plus démocrate au niveau national, les républicains occupaient généralement ce district sans difficulté sérieuse jusqu'au tournant du millénaire. En 2004, cependant, la Démocrate Diane Farrell a limité le Représentant sortant de longue date, Chris Shays, à seulement 52 % des voix, la course la plus serrée dans la circonscription depuis 30 ans. Shays a repoussé un défi tout aussi fougueux de Farrell en 2006 avant de perdre contre Himes en 2008. Himes occupe le siège depuis.

## Villes du district
Pour le 118e Congrès et les congrès successifs (basés sur le redécoupage suite au recensement de 2020), le 4e district du Connecticut contient des parties de trois régions de planification et 18 municipalités.

### Greater Bridgeport Planning Region (5)
Bridgeport, Easton (incluant Plattsville), Fairfield (incluant Fairfield University, Mill Plain, Murray, Sacred Heart University et Southport), Monroe (incluant East Village et Stepney), Trumbull (incluant Daniels Farm, Long Hill, Tashua et Trumbull Center)

### Naugatuck Valley Planning Region (2)
Oxford, Shelton (en partie; également dans le 3e)

### Western Connecticut Planning Region (11)
Danbury (en partie ; également dans le 5e), Darien (incluant Darien Downtown, Noroton, Noroton Heights et Tokeneke), Greenwich (incluant Byram, Cos Cob, Glenville, Greenwich CDP, Indian Field, Old Greenwich, Pemberwick, Riverside et Rock Ridge), New Canaan (incluant New Cannan CDP), Norwalk, Redding (partie de Georgetown, Redding Center et Topstone), Ridgefield (incluant Lakes East, Lakes West, Mamanasco Lake, Ridgebury, Ridgefield CDP, Route 7 Gateway et West Mountain), Stamford, Weston (incluant des parties Georgetown et Weston CDP), Westport (incluant Coleytown, Compo, Greens Farms, Old Hill, Poplar Plains, Saugatuck, Staples et Westport Village), Wilton (incluant Cannondale, partie de Georgetown, South Wilton et Wilton Center)

### Registre des affiliations politiques
| Affiliation politique au 30 octobre 2012 | Affiliation politique au 30 octobre 2012 | Affiliation politique au 30 octobre 2012 | Affiliation politique au 30 octobre 2012 | Affiliation politique au 30 octobre 2012 | Affiliation politique au 30 octobre 2012 |
| Parti                                    | Parti                                    | Actif                                    | Inactif                                  | Total                                    | Pourcentage                              |
| ---------------------------------------- | ---------------------------------------- | ---------------------------------------- | ---------------------------------------- | ---------------------------------------- | ---------------------------------------- |
|                                          | Démocrate                                | 141 355                                  | 9 427                                    | 150 782                                  | 36,17                                    |
|                                          | Républicain                              | 98 663                                   | 5 106                                    | 103 769                                  | 24,89                                    |
|                                          | Partis mineurs                           | 3 737                                    | 312                                      | 4 049                                    | 0,97                                     |
|                                          | Non affilié                              | 146 218                                  | 10 043                                   | 158 261                                  | 37,97                                    |
|                                          | Total                                    | 389 973                                  | 26 888                                   | 416 861                                  | 100 %                                    |

## Historique de vote
| Années | Poste     | Résultats               |
| ------ | --------- | ----------------------- |
| 2000   | Président | Gore 55,0 % – 41,0 %    |
| 2004   | Président | Kerry 52,0 % – 46,0 %   |
| 2008   | Président | Obama 60,0 % – 40,0 %   |
| 2012   | Président | Obama 55,0 % – 44,0 %   |
| 2016   | Président | Clinton 60,0 % – 37,0 % |
| 2020   | Président | Biden 64,0 % – 35,0 %   |

## Liste des Représentants du district
| Membre                       | Parti        | Années                              | Congrès     | Histoire électorale |
| ---------------------------- | ------------ | ----------------------------------- | ----------- | --- |
| Thomas T. Whittlesey (en)    | Démocrate    | 4 mars 1837 - 3 mars 1839           | 25e         | Redécoupage depuis le district at-large et réélu en 1837. |
| Thomas B. Osborne (en)       | Whig         | 4 mars 1839 - 3 mars 1843           | 26e , 27e   | Élu en 1839. Réélu en 1840. Retrait. |
| Samuel Simons (en)           | Démocrate    | 4 mars 1843 - 3 mars 1845           | 28e         | Élu en 1843. Retrait. |
| Truman Smith (en)            | Whig         | 4 mars 1845 - 3 mars 1849           | 29e , 30e   | Élu en 1845. Réélu en 1847. Retrait pour se présenter comme Sénateur des États-Unis. |
| Thomas B. Butler (en)        | Whig         | 4 mars 1849 - 3 mars 1851           | 31e         | Élu en 1849. perd sa réélection. |
| Origen S. Seymour (en)       | Démocrate    | 4 mars 1851 - 3 mars 1855           | 32e , 33e   | Élu en 1851. Réélu en 1853. Retrait pour devenir juge de la Cour Supérieur du Connecticut. |
| William W. Welch (en)        | Know Nothing | 4 mars 1855 - 3 mars 1857           | 34e         | Élu en 1855. Retrait. |
| William D. Bishop (en)       | Démocrate    | 4 mars 1857 - 3 mars 1859           | 35e         | Élu en 1857. perd sa réélection. |
| Orris Sanford Ferry          | Républicain  | 4 mars 1859 - 3 mars 1861           | 36e         | Élu en 1859. perd sa réélection. |
| George C. Woodruff (en)      | Démocrate    | 4 mars 1861 - 3 mars 1863           | 37e         | Élu en 1861. perd sa réélection. |
| John Henry Hubbard (en)      | Républicain  | 4 mars 1863 - 3 mars 1867           | 38e , 39e   | Élu en 1863. Réélu en 1865. perd sa réélection. |
| William Henry Barnum (en)    | Démocrate    | 4 mars 1867 - 18 mai 1876           | 40e - 44e   | Élu en 1867. Réélu en 1869. Réélu en 1871. Réélu en 1873. Réélu en 1875. Démissionne lorsqu'élu Sénateur des États-Unis.                                                                                           |
| Vacant                       | Vacant       | 18 mai 1876 - 4 décembre 1876       | 44e         | |
| Levi Warner (en)             | Démocrate    | 7 novembre 1876 - 3 mars 1879       | 44e , 45e   | Élu pour terminer le mandat de Barnum. Également élu pour un second terme en 1876. Retrait. |
| Frederick Miles (en)         | Républicain  | 4 mars 1879 - 3 mars 1883           | 46e , 47e   | Élu en 1878. Réélu en 1880. Retrait. |
| Edward Woodruff Seymour (en) | Démocrate    | 4 mars 1883 - 3 mars 1887           | 48e , 49e   | Élu en 1882. Réélu en 1884. Retrait. |
| Miles T. Granger (en)        | Démocrate    | 4 mars 1887 - 3 mars 1889           | 50e         | Élu en 1886. Retrait. |
| Frederick Miles (en)         | Républicain  | 4 mars 1889 - . mars 1891           | 51e         | Élu en 1888. perd sa réélection. |
| Robert E. De Forest (en)     | Démocrate    | 4 mars 1891 - 3 mars 1895           | 52e , 53e   | Élu en 1890. Réélu en 1892. perd sa réélection. |
| Ebenezer J. Hill (en)        | Républicain  | 4 mars 1895 - 3 mars 1913           | 54e - 62e   | Élu en 1894. Réélu en 1896. Réélu en 1898. Réélu en 1900. Réélu en 1902. Réélu en 1904. Réélu en 1906. Réélu en 1908. Réélu en 1910. perd sa réélection.                                                           |
| Jeremiah Donovan (en)        | Démocrate    | 4 mars 1913 - 3 mars 1915           | 63e         | Élu en 1912. perd sa réélection. |
| Ebenezer J. Hill (en)        | Républicain  | 4 mars 1915 - 27 septembre 1917     | 64e , 65e   | Élu en 1914. Réélu en 1916. Décès. |
| Vacant                       | Vacant       | 27 septembre 1917 - 6 novembre 1917 | 65e         | |
| Schuyler Merritt (en)        | Républicain  | 6 novembre 1917 - 3 mars 1931       | 65e - 71e   | Élu pour terminer le mandat de Hill. Réélu en 1918. Réélu en 1920. Réélu en 1922. Réélu en 1924. Réélu en 1926. Réélu en 1928. perd sa réélection.                                                                 |
| William L. Tierney (en)      | Démocrate    | 4 mars 1931 - 3 mars 1933           | 72e         | Élu en 1930. perd sa réélection. |
| Schuyler Merritt (en)        | Républicain  | 4 mars 1933 - 3 janvier 1937        | 73e , 74e   | Élu en 1932. Réélu en 1934. perd sa réélection. |
| Alfred N. Phillips (en)      | Démocrate    | 3 janvier 1937 - 3 janvier 1939     | 75e         | Élu en 1936. perd sa réélection. |
| Albert E. Austin (en)        | Républicain  | 3 janvier 1939 - 3 janvier 1941     | 76e         | Élu en 1938. perd sa réélection. |
| Le Roy D. Downs (en)         | Démocrate    | 3 janvier 1941 - 3 janvier 1943     | 77e         | Élu en 1940. perd sa réélection. |
| Clare Boothe Luce            | Républicain  | 3 janvier 1943 - 3 janvier 1947     | 78e , 79e   | Élue en 1942. Réélue en 1944. Retrait. |
| John Davis Lodge             | Républicain  | 3 janvier 1947 - 3 janvier 1951     | 80e , 81e   | Élu en 1946. Réélu en 1948. Retrait pour se présenter comme Gouverneur du Connecticut. |
| Albert P. Morano (en)        | Républicain  | 3 janvier 1951 - 3 janvier 1959     | 82e - 85e   | Élu en 1950. Réélu en 1952. Réélu en 1954. Réélu en 1956. perd sa réélection. |
| Donald J. Irwin (en)         | Démocrate    | 3 janvier 1959 - 3 janvier 1961     | 86e         | Élu en 1958. perd sa réélection. |
| Abner W. Sibal (en)          | Républicain  | 3 janvier 1961 - 3 janvier 1965     | 87e , 88e   | Élu en 1960. Réélu en 1962. perd sa réélection. |
| Donald J. Irwin (en)         | Démocrate    | 3 janvier 1965 - 3 janvier 1969     | 89e , 90e   | Élu en 1964. Réélu en 1966. perd sa réélection. |
| Lowell Weicker               | Républicain  | 3 janvier 1969 - 3 janvier 1971     | 91e         | Élu en 1968. Retrait pour se présenter comme Sénateur des États-Unis. |
| Stewart McKinney             | Républicain  | 3 janvier 1971 - 7 mai 1987         | 92e - 100e  | Élu en 1970. Réélu en 1972. Réélu en 1974. Réélu en 1976. Réélu en 1978. Réélu en 1980. Réélu en 1982. Réélu en 1984. Réélu en 1986. Décès.                                                                        |
| Vacant                       | Vacant       | 7 mai 1987 - 18 août 1987           | 100e        | |
| Christopher Shays (en)       | Républicain  | 18 août 1987 - 3 janvier 2009       | 100e - 110e | Élu pour terminer le mandat de McKinney. Réélu en 1988. Réélu en 1990. Réélu en 1992. Réélu en 1994. Réélu en 1996. Réélu en 1998. Réélu en 2000. Réélu en 2002. Réélu en 2004. Réélu en 2006. perd sa réélection. |
| Jim Himes                    | Démocrate    | 3 janvier 2009 - Présent            | 111e - 117e | Élu en 2008. Réélu en 2010. Réélu en 2012. Réélu en 2014. Réélu en 2016. Réélu en 2018. Réélu en 2020. Réélu en 2022. Réélu en 2024.                                                                               |

## Résultats des récentes élections
Voici les résultats des dix précédents cycles électoraux dans le district.

### 2004
| Élection de 2004 du 4e district congressionnel du Connecticut | Élection de 2004 du 4e district congressionnel du Connecticut | Élection de 2004 du 4e district congressionnel du Connecticut | Élection de 2004 du 4e district congressionnel du Connecticut | Élection de 2004 du 4e district congressionnel du Connecticut |
| ------------------------------------------------------------- | ------------------------------------------------------------- | ------------------------------------------------------------- | ------------------------------------------------------------- | ------------------------------------------------------------- |
| Parti                                                         | Parti                                                         | Candidat                                                      | Votes                                                         | %                                                             |
|                                                               | Républicain                                                   | Christopher Shays (en) (sortant)                              | 149 891                                                       | 52,0                                                          |
|                                                               | Démocrate                                                     | Diane Farrell                                                 | 136 481                                                       | 48,0                                                          |
| Total des votes                                               | Total des votes                                               | Total des votes                                               | 286 372                                                       | 100 %                                                         |
|                                                               | Les Républicains conservent                                   |                                                               |                                                               |                                                               |

### 2006
| Élection de 2006 du 4e district congressionnel du Connecticut | Élection de 2006 du 4e district congressionnel du Connecticut | Élection de 2006 du 4e district congressionnel du Connecticut | Élection de 2006 du 4e district congressionnel du Connecticut | Élection de 2006 du 4e district congressionnel du Connecticut |
| ------------------------------------------------------------- | ------------------------------------------------------------- | ------------------------------------------------------------- | ------------------------------------------------------------- | ------------------------------------------------------------- |
| Parti                                                         | Parti                                                         | Candidat                                                      | Votes                                                         | %                                                             |
|                                                               | Républicain                                                   | Christopher Shays (en) (sortant)                              | 106 510                                                       | 51,0                                                          |
|                                                               | Démocrate                                                     | Diane Farrell                                                 | 99 450                                                        | 48,0                                                          |
|                                                               | Libertarien                                                   | Phil Maymin                                                   | 3 058                                                         | 1,0                                                           |
| Total des votes                                               | Total des votes                                               | Total des votes                                               | 209 018                                                       | 100 %                                                         |
|                                                               | Les Républicains conservent                                   |                                                               |                                                               |                                                               |

### 2008
| Élection de 2006 du 4e district congressionnel du Connecticut | Élection de 2006 du 4e district congressionnel du Connecticut | Élection de 2006 du 4e district congressionnel du Connecticut | Élection de 2006 du 4e district congressionnel du Connecticut | Élection de 2006 du 4e district congressionnel du Connecticut |
| ------------------------------------------------------------- | ------------------------------------------------------------- | ------------------------------------------------------------- | ------------------------------------------------------------- | ------------------------------------------------------------- |
| Parti                                                         | Parti                                                         | Candidat                                                      | Votes                                                         | %                                                             |
|                                                               | Démocrate                                                     | Jim Himes                                                     | 159 694                                                       | 51,0                                                          |
|                                                               | Républicain                                                   | Christopher Shays (en) (sortant)                              | 147 356                                                       | 47,0                                                          |
|                                                               | Libertarien                                                   | Michael A. Carrano                                            | 2 036                                                         | 1,0                                                           |
|                                                               | Vert                                                          | Richard Z. Duffee                                             | 1 377                                                         | 0,44                                                          |
| Total des votes                                               | Total des votes                                               | Total des votes                                               | 310 463                                                       | 100 %                                                         |
|                                                               | Les Démocrates conservent                                     |                                                               |                                                               |                                                               |

### 2010
| Élection de 2010 du 4e district congressionnel du Connecticut | Élection de 2010 du 4e district congressionnel du Connecticut | Élection de 2010 du 4e district congressionnel du Connecticut | Élection de 2010 du 4e district congressionnel du Connecticut | Élection de 2010 du 4e district congressionnel du Connecticut |
| ------------------------------------------------------------- | ------------------------------------------------------------- | ------------------------------------------------------------- | ------------------------------------------------------------- | ------------------------------------------------------------- |
| Parti                                                         | Parti                                                         | Candidat                                                      | Votes                                                         | %                                                             |
|                                                               | Démocrate                                                     | Jim Himes (sortant)                                           | 115 351                                                       | 53,0                                                          |
|                                                               | Républicain                                                   | Daniel Debicella                                              | 102 030                                                       | 47,0                                                          |
| Total des votes                                               | Total des votes                                               | Total des votes                                               | 217 381                                                       | 100 %                                                         |
|                                                               | Les Démocrates conservent                                     |                                                               |                                                               |                                                               |

### 2012
| Élection de 2012 du 4e district congressionnel du Connecticut | Élection de 2012 du 4e district congressionnel du Connecticut | Élection de 2012 du 4e district congressionnel du Connecticut | Élection de 2012 du 4e district congressionnel du Connecticut | Élection de 2012 du 4e district congressionnel du Connecticut |
| ------------------------------------------------------------- | ------------------------------------------------------------- | ------------------------------------------------------------- | ------------------------------------------------------------- | ------------------------------------------------------------- |
| Parti                                                         | Parti                                                         | Candidat                                                      | Votes                                                         | %                                                             |
|                                                               | Démocrate                                                     | Jim Himes (sortant)                                           | 174 641                                                       | 60,0                                                          |
|                                                               | Républicain                                                   | Steve Obsitnik                                                | 117 463                                                       | 40,0                                                          |
| Total des votes                                               | Total des votes                                               | Total des votes                                               | 291 924                                                       | 100 %                                                         |
|                                                               | Les Démocrates conservent                                     |                                                               |                                                               |                                                               |

### 2014
| Élection de 2014 du 4e district congressionnel du Connecticut | Élection de 2014 du 4e district congressionnel du Connecticut | Élection de 2014 du 4e district congressionnel du Connecticut | Élection de 2014 du 4e district congressionnel du Connecticut | Élection de 2014 du 4e district congressionnel du Connecticut |
| ------------------------------------------------------------- | ------------------------------------------------------------- | ------------------------------------------------------------- | ------------------------------------------------------------- | ------------------------------------------------------------- |
| Parti                                                         | Parti                                                         | Candidat                                                      | Votes                                                         | %                                                             |
|                                                               | Démocrate                                                     | Jim Himes (sortant)                                           | 106 873                                                       | 54,0                                                          |
|                                                               | Républicain                                                   | Dan Debicella                                                 | 91 922                                                        | 46,0                                                          |
| Total des votes                                               | Total des votes                                               | Total des votes                                               | 198 800                                                       | 100 %                                                         |
|                                                               | Les Démocrates conservent                                     |                                                               |                                                               |                                                               |

### 2016
| Élection de 2016 du 4e district congressionnel du Connecticut | Élection de 2016 du 4e district congressionnel du Connecticut | Élection de 2016 du 4e district congressionnel du Connecticut | Élection de 2016 du 4e district congressionnel du Connecticut | Élection de 2016 du 4e district congressionnel du Connecticut |
| ------------------------------------------------------------- | ------------------------------------------------------------- | ------------------------------------------------------------- | ------------------------------------------------------------- | ------------------------------------------------------------- |
| Parti                                                         | Parti                                                         | Candidat                                                      | Votes                                                         | %                                                             |
|                                                               | Démocrate                                                     | Jim Himes (sortant)                                           | 185 928                                                       | 60,0                                                          |
|                                                               | Républicain                                                   | John Shaban                                                   | 126 630                                                       | 40,0                                                          |
| Total des votes                                               | Total des votes                                               | Total des votes                                               | 309 558                                                       | 100 %                                                         |
|                                                               | Les Démocrates conservent                                     |                                                               |                                                               |                                                               |

### 2018
| Élection de 2018 du 4e district congressionnel du Connecticut | Élection de 2018 du 4e district congressionnel du Connecticut | Élection de 2018 du 4e district congressionnel du Connecticut | Élection de 2018 du 4e district congressionnel du Connecticut | Élection de 2018 du 4e district congressionnel du Connecticut |
| ------------------------------------------------------------- | ------------------------------------------------------------- | ------------------------------------------------------------- | ------------------------------------------------------------- | ------------------------------------------------------------- |
| Parti                                                         | Parti                                                         | Candidat                                                      | Votes                                                         | %                                                             |
|                                                               | Démocrate                                                     | Jim Himes (sortant)                                           | 168 726                                                       | 61,0                                                          |
|                                                               | Républicain                                                   | Harry Arora                                                   | 106 921                                                       | 38,0                                                          |
| Total des votes                                               | Total des votes                                               | Total des votes                                               | 275 651                                                       | 100 %                                                         |
|                                                               | Les Démocrates conservent                                     |                                                               |                                                               |                                                               |

### 2020
| Élection de 2020 du 4e district congressionnel du Connecticut | Élection de 2020 du 4e district congressionnel du Connecticut | Élection de 2020 du 4e district congressionnel du Connecticut | Élection de 2020 du 4e district congressionnel du Connecticut | Élection de 2020 du 4e district congressionnel du Connecticut |
| ------------------------------------------------------------- | ------------------------------------------------------------- | ------------------------------------------------------------- | ------------------------------------------------------------- | ------------------------------------------------------------- |
| Parti                                                         | Parti                                                         | Candidat                                                      | Votes                                                         | %                                                             |
|                                                               | Démocrate                                                     | Jim Himes (sortant)                                           | 223 832                                                       | 62,0                                                          |
|                                                               | Républicain                                                   | Jonathan Riddle                                               | 130 627                                                       | 36,0                                                          |
|                                                               | Indépendant                                                   | Brian Merlen                                                  | 5 656                                                         | 1,0                                                           |
|                                                               | Write-in                                                      | N/A                                                           | 10                                                            | 0,0                                                           |
| Total des votes                                               | Total des votes                                               | Total des votes                                               | 360 125                                                       | 100 %                                                         |
|                                                               | Les Démocrates conservent                                     |                                                               |                                                               |                                                               |

### 2022
La Primaire démocrate a été annulée. Jim Himes, le Représentant sortant, avance vers l'élection générale.
| Primaire républicaine de 2022 du 4e district congressionnel du Connecticut | Primaire républicaine de 2022 du 4e district congressionnel du Connecticut | Primaire républicaine de 2022 du 4e district congressionnel du Connecticut | Primaire républicaine de 2022 du 4e district congressionnel du Connecticut | Primaire républicaine de 2022 du 4e district congressionnel du Connecticut |
| -------------------------------------------------------------------------- | -------------------------------------------------------------------------- | -------------------------------------------------------------------------- | -------------------------------------------------------------------------- | -------------------------------------------------------------------------- |
| Parti                                                                      | Parti                                                                      | Candidat                                                                   | Votes                                                                      | %                                                                          |
|                                                                            | Républicain                                                                | Jayme Stevenson                                                            | 9 962                                                                      | 60,3                                                                       |
|                                                                            | Républicain                                                                | Michael Goldstein                                                          | 6 555                                                                      | 39,7                                                                       |

| Élection de 2022 du 4e district congressionnel du Connecticut | Élection de 2022 du 4e district congressionnel du Connecticut | Élection de 2022 du 4e district congressionnel du Connecticut | Élection de 2022 du 4e district congressionnel du Connecticut | Élection de 2022 du 4e district congressionnel du Connecticut |
| ------------------------------------------------------------- | ------------------------------------------------------------- | ------------------------------------------------------------- | ------------------------------------------------------------- | ------------------------------------------------------------- |
| Parti                                                         | Parti                                                         | Candidat                                                      | Votes                                                         | %                                                             |
|                                                               | Démocrate                                                     | Jim Himes (sortant)                                           | 140 262                                                       | 59,4                                                          |
|                                                               | Républicain                                                   | Jayme Stevenson                                               | 95 822                                                        | 40,6                                                          |
| Total des votes                                               | Total des votes                                               | Total des votes                                               | 236 084                                                       | 100 %                                                         |
|                                                               | Les Démocrates conservent                                     |                                                               |                                                               |                                                               |

### 2024
La Primaire démocrate a été annulée. Jim Himes, le Représentant sortant, avance vers l'élection générale.
| Primaire républicaine de 2024 du 4e district congressionnel du Connecticut | Primaire républicaine de 2024 du 4e district congressionnel du Connecticut | Primaire républicaine de 2024 du 4e district congressionnel du Connecticut | Primaire républicaine de 2024 du 4e district congressionnel du Connecticut | Primaire républicaine de 2024 du 4e district congressionnel du Connecticut |
| -------------------------------------------------------------------------- | -------------------------------------------------------------------------- | -------------------------------------------------------------------------- | -------------------------------------------------------------------------- | -------------------------------------------------------------------------- |
| Parti                                                                      | Parti                                                                      | Candidat                                                                   | Votes                                                                      | %                                                                          |
|                                                                            | Républicain                                                                | Michael Golstein                                                           | 4 312                                                                      | 53,7                                                                       |
|                                                                            | Républicain                                                                | Bob MacGuffie                                                              | 3 713                                                                      | 46,3                                                                       |

| Élection de 2024 du 4e district congressionnel du Connecticut | Élection de 2024 du 4e district congressionnel du Connecticut | Élection de 2024 du 4e district congressionnel du Connecticut | Élection de 2024 du 4e district congressionnel du Connecticut | Élection de 2024 du 4e district congressionnel du Connecticut |
| ------------------------------------------------------------- | ------------------------------------------------------------- | ------------------------------------------------------------- | ------------------------------------------------------------- | ------------------------------------------------------------- |
| Parti                                                         | Parti                                                         | Candidat                                                      | Votes                                                         | %                                                             |
|                                                               | Démocrate                                                     | Jim Himes (sortant)                                           | 200 791                                                       | 61,1                                                          |
|                                                               | Républicain                                                   | Michael Golstein                                              | 122 793                                                       | 37,3                                                          |
|                                                               | Indépendant                                                   | Benjamin Wesley                                               | 5273                                                          | 1,6                                                           |
| Total des votes                                               | Total des votes                                               | Total des votes                                               | 328 857                                                       | 100 %                                                         |
|                                                               | Les Démocrates conservent                                     |                                                               |                                                               |                                                               |